# Miřenice
Miřenice jsou vesnice, část města Nalžovské Hory v okrese Klatovy v Plzeňském kraji. Nachází se asi tři kilometry jižně od Nalžovských Hor. Miřenice jsou také název katastrálního území o rozloze 4,05 km². V katastrálním území Miřenice leží i Otěšín. Vesnicí protéká Černíčský potok.

## Historie
První písemná zmínka o vesnici pochází z roku 1454.

## Obyvatelstvo
| Rok            | 1869 | 1880 | 1890 | 1900 | 1910 | 1921 | 1930 | 1950 | 1961 | 1970 | 1980 | 1991 | 2001 | 2011 | 2021 |
| -------------- | ---- | ---- | ---- | ---- | ---- | ---- | ---- | ---- | ---- | ---- | ---- | ---- | ---- | ---- | ---- |
| Počet obyvatel | 249  | 270  | 274  | 288  | 253  | 229  | 221  | 226  | 167  | 152  | 111  | 99   | 84   | 90   | 90   |
| Počet domů     | 34   | 34   | 41   | 41   | 45   | 44   | 44   | 69   | 62   | 38   | 35   | 40   | 40   | 44   | 47   |

## Obecní správa
Při sčítání lidu v letech 1850–1975 Miřenice byly samostatnou obcí, se kterým patřily nejprve do okresu Klatovy, ale v roce 1950 v okrese Horažďovice a od roku 1960 opět v okrese Klatovy. Od 1. ledna 1976 jsou částí města Nalžovské Hory v okrese Klatovy. V letech 1850–1889 a v letech 1961–1975 k obci patřily Letovy, v letech 1850–1899 a v letech 1961–1975 Otěšín a v letech 1900–1949 a v letech 1961–1975 také Sedlečko.

## Pamětihodnosti
- Socha svatého Jana Nepomuckého
- Kaple svaté Ludmily

## Další fotografie

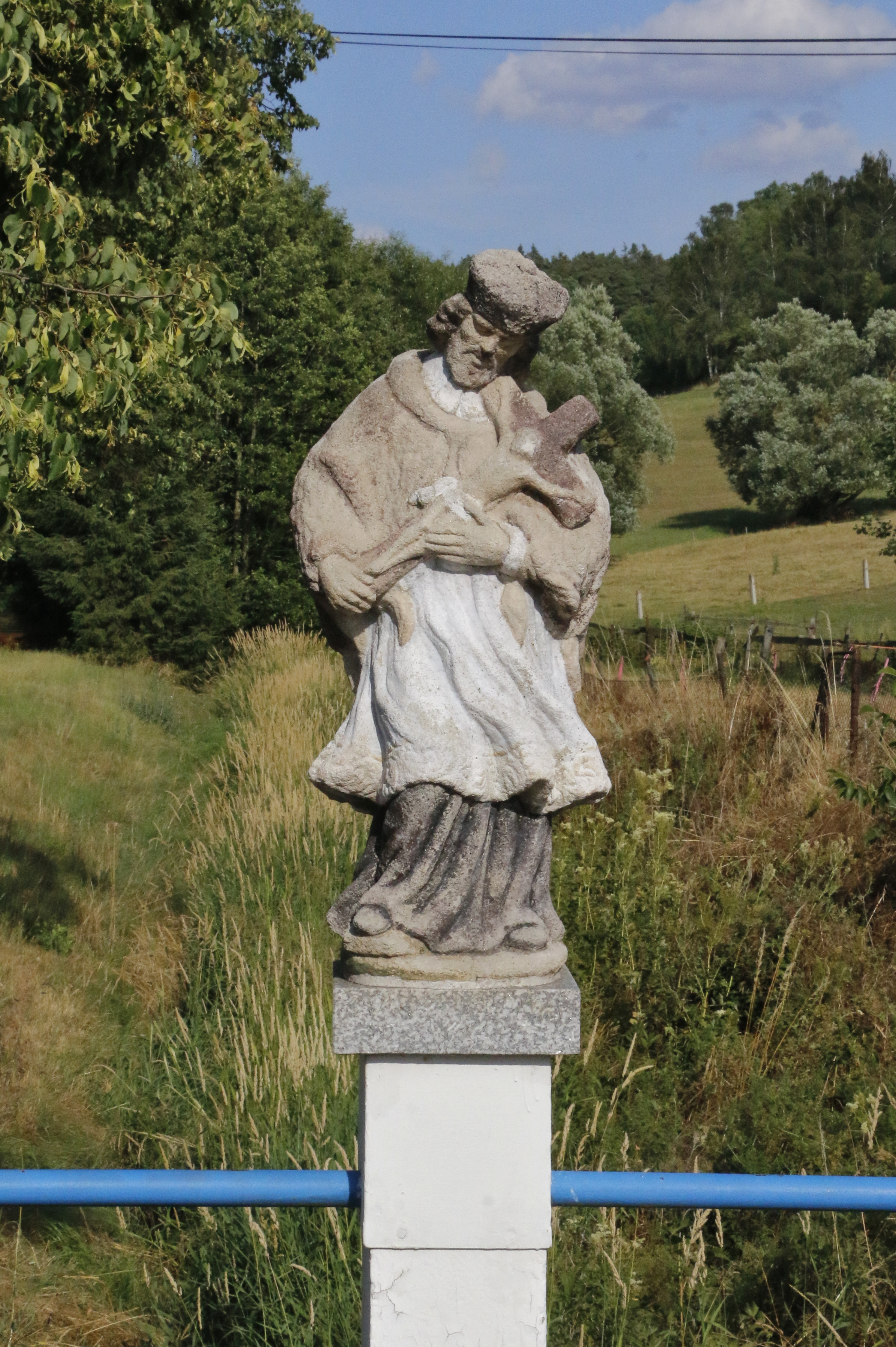
Socha svatého Jana Nepomuckého na mostě
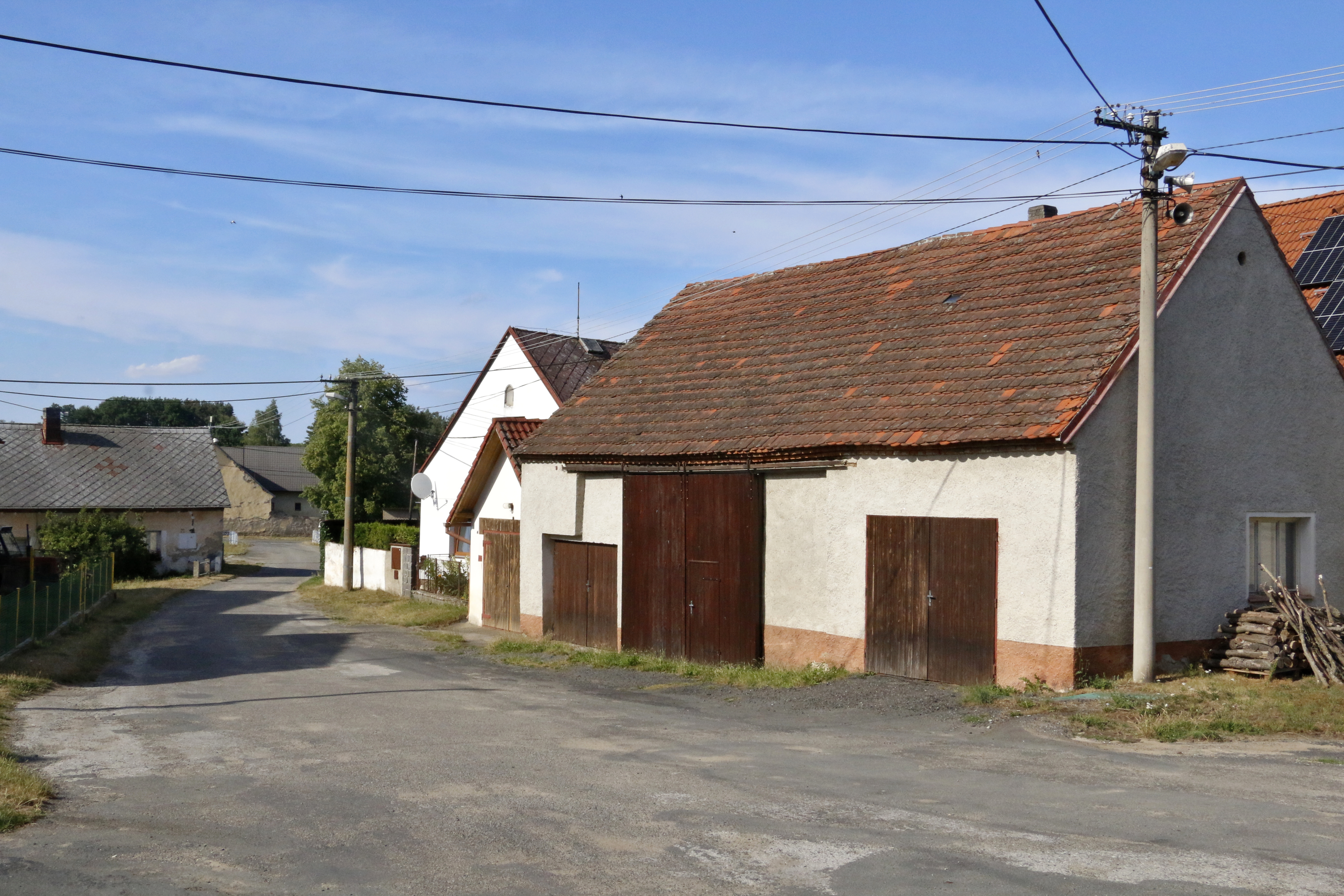
Střední část vesnice
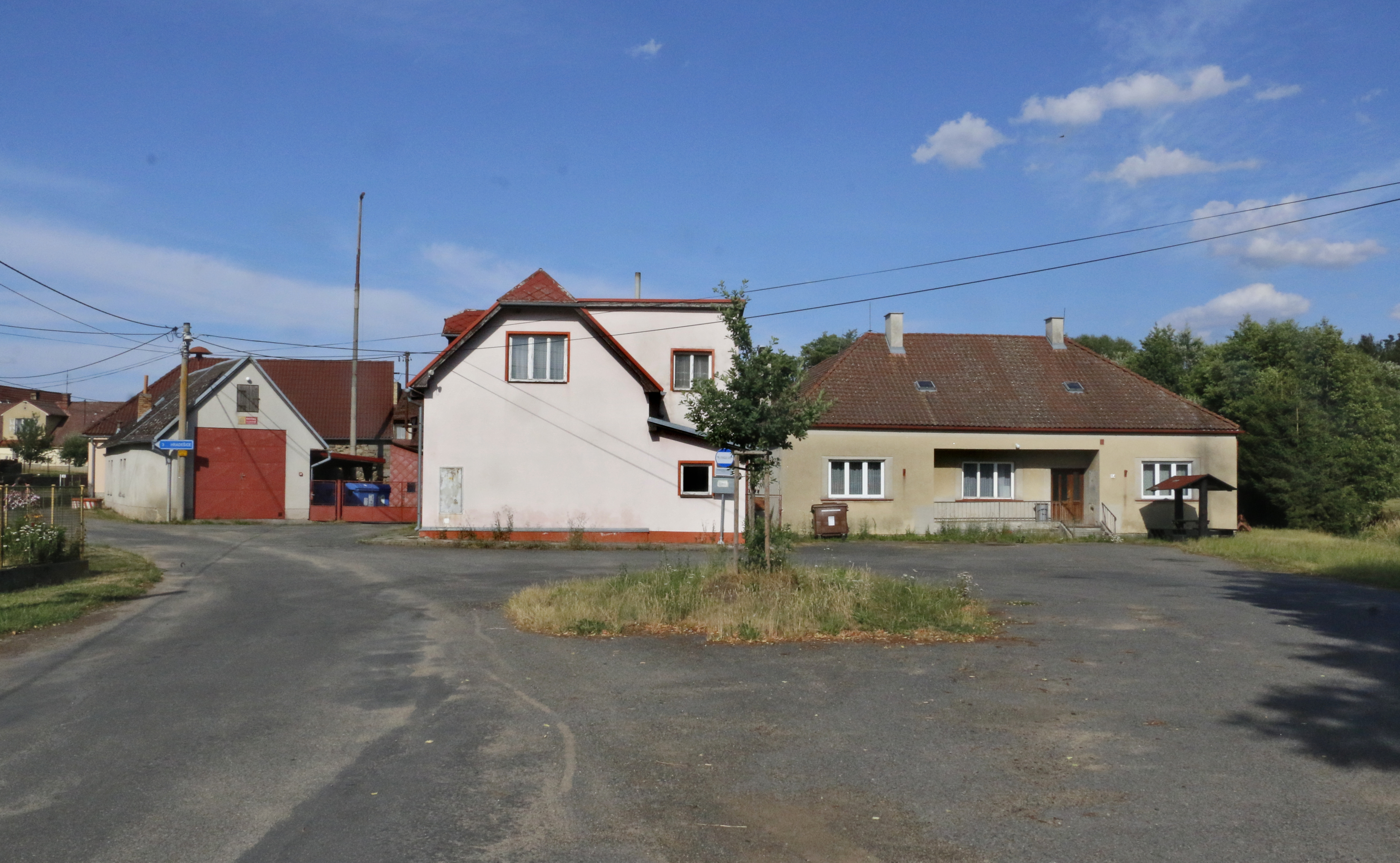
Dolní náves
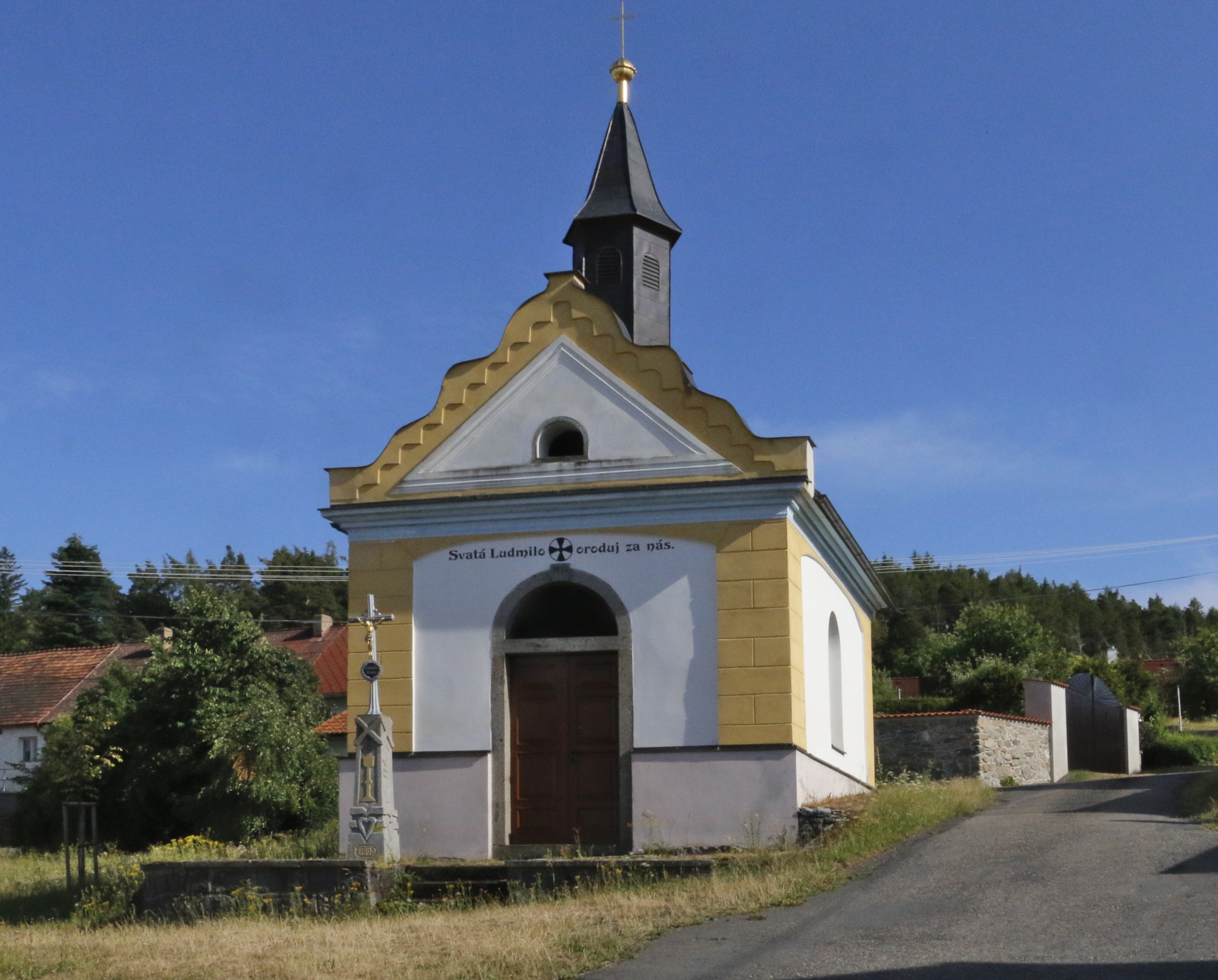
Kaple svaté Ludmily na horní návsi